# 虚构集
《虚构集》（西班牙語：Ficciones）是阿根廷作家和诗人豪尔赫·路易斯·博尔赫斯最受欢迎的短篇小说集，经常被视为了解博尔赫斯作品的最佳入门读物。

## 背景

### 出版
1941年，博尔赫斯第二部小说集《小径分岔的花园》（El Jardín de senderos que se bifurcan）出版。《小径分岔的花园》内有8篇小说。1944年，《小径分叉的花园》新增《杜撰集》，包含6篇小说。《小径分叉的花园》和《杜撰集》中的小说被归并，并统一命名为《虚构集》。 博尔赫斯后来又在1956年再版的书中《杜撰集》部分新增三篇小说。

## 内容
- 第一部分：小径分岔的花园 
  - 序言
  - 特隆、乌克巴尔、奥比斯·特蒂乌斯（Tlön, Uqbar, Orbis Tertius，1940）
  - The Approach to Al-Mu'tasim（英语：The Approach to Al-Mu'tasim）（1936，并未刊印于1941版书中）
  - 《吉诃德》的作者皮埃尔·梅纳尔（英语：Pierre Menard, Author of the Quixote）（Pierre Menard, autor del Quijote，1939）
  - 环形废墟（英语：The Circular Ruins）（Las ruinas circulares，1940）
  - 巴比伦彩票（英语：The Lottery in Babylon）（La lotería en Babilonia，1941）
  - 赫伯特·奎因作品分析（Examen de la obra de Herbert Quain，1941）
  - 通天塔图书馆（La biblioteca de Babel，1941）
  - 小径分岔的花园 （El jardín de senderos que se bifurcan，1941）
- 第二部分：杜撰集
  - 序言
  - 博闻强记的富内斯 （Funes el memorioso 1942）
  - 刀疤 （La forma de la espada，1942）
  - 叛徒和英雄的主题 （Tema del traidor y del héroe，1944）
  - 死亡与指南针 （La muerte y la brújula，1942）
  - 秘密的奇迹 （El milagro secreto，1943）
  - 关于犹大的三种说法 （Tres versiones de Judas）
  - 结局（El fin，1953，第二版中新增）
  - 凤凰教派 （La secta del Fénix，1952，第二版中新增）
  - 南方 （El Sur，1953, 第二版中新增）

《虚构集》被法国《世界报》评为20世纪100本书之一。